# توت إفريقي
توت أفريقي (الاسم العلمي:Morus mesozygia) (بالإنجليزية: African mulberry)‏ هو نوع من النباتات يتبع جنس التوت من الفصيلة التوتية.